# الأصدقاء (مسلسل)
الأصدقاء، مسلسل مصري من بطولة صلاح السعدني ومحمد وفيق وفاروق الفيشاوي. تدور أحداث المسلسل حول ثلاثة أصدقاء الأول قاضٍ بمحكمة الجنايات كان فلاحاً بسيطاً ولكنه تعلّم حتى وصل إلى هذا المنصب أحب ابنة قريته، ولكن عندما يتقدم صديقه للزواج منها ينسى رأفت حبه لها تماما ويتزوج من سعاد التي تضايقه بغيرتها المجنونة. والثاني، عالِم فذّ في أبحاث الذرة العلم هو كل حياته عندما خطبت له أمه أجمل بنات القرية، انتقلت قيادته من أمه إلى زوجته تختلف شخصيتها معه لأنها تتطلع إلى الحياة السهلة المرفهة وتم قتله في النهاية نتيجة لأبحاثة في الذرة. والثالث، فوضوي، قضى عمره بين السجون والمعتقلات ثمناً لأفكاره الاشتراكية استقالته حصل على شهادة في الحقوق بمتياز وعمل مراكبيا وتزوج من ابنة مليونير.

## فريق العمل

### الممثلين
| - صلاح السعدني: عالم الذرة عزيز محفوظ - محمد وفيق: المستشار رأفت الغندوري - فاروق الفيشاوي: حسن أبو سنة - صفية العمري: بشرية الغازي زوجة عزيز - نرمين الفقي: دينار نعنوع زوجة حسن - هالة فاخر: سعاد زوجة رأفت - سوسن بدر: الشاعرة خليدة صديقة المستشار رأفت - سيد عبد الكريم: الوزير فوزي الغازي أخو بشرية - جميل راتب: المليونير نعنوع أو مسيو نانو والد دينار - حمدي غيث : والد بشرية وفوزي الغازي - سعاد حسين: والدة المستشار رأفت - كلود سيرنيه: عالم فرنسي زميل لعزيز محفوظ - نورا أرمني: زوجة المليونير نعنوع | - سميرة الهواري: الجاسوسة روز - سيد عزمي: أحد العمال بقرية رأفت الغندور - لطفي لبيب: المعلم فانوس لدي الريس حسن - راوية سعيد: زوجة الوزير فوزي - حسن كامي: مدير مركز أبحاث بمصر - محيي الدين عبد المحسن: محامي شركة نعنوع - صبري فواز: محرز طنطاوي عالم الذرة وصديق د. عزيز - سامي عبد الحليم: صديق للمستشار رأفت - يوسف فوزي: مدير أمني بمصر - أشرف زكي: أخو المستشار رأفت - امل رزق: أخت المستشار رأفت - نهي أسماعيل: شريفة زوجة أحمد - مروة عبد المنعم: الخارسة جارة الريس حسن | - حمدي هيكل: زوج خليدة - إيفا: سكرتيرة دينا - ماهيتاب صادق - أحمد عزت - شريف أدريس - خضر العطار: تمثيل وغناء - عبد الباسط حمودة: غناء - بثينة كامل: مذيعة التليفزيون - تامر يسري: أحمد بن المستشار رأفت - نور قدري: منار أبنة المستشار رأفت - عادشل عشوب - ياسر الصحن: صديق أحمد رأفت | - ياسمين أمين - محمد زكي مراد - محمود الشاذلي - ميادة عفيفي: أبنة الدكتور عزيز محفوظ - أحمد مجدي - أحمد الشريف - ثريا إبراهيم - قاسم الدالي - صلاح عبد الحميد - محمد ريحان : محامي صديق لرأفت - عبد الغني ناصر: مسئول حكومي - د. سمير الملا الفنان و المطرب النوبى خضر العطار الصديق الرابع |

- بمشاركة : عبد الله مراد - عثمان عبد المنعم - يوسف العسال - سمير الليثي - جلال عبد القادر - أحمد الطماني - نادية رفيق - هانم محمد- ماهر سليم - تغريد البشبيشي - هدي الصيفي - فاروق يوسف - مجدي أدريس - محمود منصور - جمال يوسف - مصطفى عكاشة - محاسن النجدي - ليلى الاسكندرانية

### فريق العمل
| - الإخراج: إسماعيل عبد الحافظ - التأليف: كرم النجار - مهندس الديكور: سيد أنور - تصميم الأزياء فخري عبد الحميد - مدير الأضاءة: عمرو الشامي - مدير التصوير: ممدوح العسال - أبراهيم خطاب - مجدي الباشا | - أشعار: سيد حجاب - الموسيقي التصويرية والألحان: ياسر عبد الرحمن - غناء المقدمة والنهاية: محمد قنديل - الأعداد الموسيقي والمكساج: محمود خيري - مونتاج إلكتروني: أشرف عبد الهادي - تصميم المقدمة والنهاية : ايهاب أسماعيل | - مونتاج المقدمة والنهاية: أحمد سعيد - مونتاج فيديو: محي الدين عبد المحسن - المدير المالي: أيمن مختار - أنتاج: الشركة المصرية لمدينة الإنتاج الإعلامي - تليفزيون دبي - توزيع : قطاع شئون المالية والأقتصادية باتحاد الإذاعة والتلفزيون المصري ج.م.ع - كبير مديري الأنتاج: محمد كريم رفعت | - المنتج الفني: عماد عبد الله - ساعد في الأخراج: أكرم سيد موسي - محمد عادل - دينا محمد كريم - المخرج المساعد: مي ممدوح - مساعد مخرج أول: ألفت عثمان - المخرج المنفذ: أشرف عبد الهادي |